# Partito Comunista dell'Honduras
il Partito Comunista dell'Honduras (spagnolo: Partido Comunista de Honduras) è un partito comunista dell'Honduras.
Il partito fu fondato il 10 ottobre del 1954 da Ramos Dionisio Bejarano e Rigoberto Padilla Rush, e aveva le sue radici nel Partito Democratico Rivoluzionario dell'Honduras.
Il partito era considerato dal suo governo come un partito illegale, ha sviluppato una forte presenza nel movimento sindacalista, per esempio tra le piantagioni di banane.
Negli anni '60 il Dipartimento di Stato degli Stati Uniti d'America ha stimato che il partito aveva 2.400 membri.
Nel 1990 il vecchio partito si era sciolto ed era entrato a far parte del Partido Renovación Patriótica, PRP.
Il partito è stato rifondato nel 2011 durante il suo quinto congresso.
| Controllo di autorità | VIAF (EN) 268568959 · LCCN (EN) n82166958 · GND (DE) 5530385-7 |